# Back Street
Back Street (bra: A Esquina do Pecado; prt: Corações Humanos) é um filme norte-americano de 1941, do gênero drama, dirigido por Robert Stevenson e estrelado por Charles Boyer e Margaret Sullavan.
Back Street é a segunda adaptação do romance homônimo de Fannie Hurst (1931). A primeira é de 1932, com Irene Dunne e John Boles, e uma terceira foi produzida em 1961, estrelada por Susan Hayward e John Gavin. O filme é um melodrama lacrimoso, dirigido com reverência por Robert Stevenson, "como se tivesse sido roteirizado por Shakespeare".
A trilha sonora foi indicada ao Oscar.

## Sinopse
Rae Smith, moradora do interior do Ohio, conhece Walter Saxel, um cavalheiro de outra cidade, e os dois se apaixonam. Mas, como precisa partir logo, ele liga pra ela e diz que no navio há um ministro que pode casá-los. Assim que chega às docas, ela se atrasa com um antigo caso e, com isso, Walter vai embora sozinho. Cinco anos depois, Rae encontra Walter em Nova Iorque. Walter estava casado com outra, pois pensara que Rae o deixara só intencionalmente. Os dois reatam a relação; Rae não se importa de ser "a outra" até que Walter viaja para a Europa e se esquece de avisá-la. Rae pensa que ele não a ama mais e volta para o Ohio, onde aceita casar-se com Curt Stanton, que sempre a venerou. Quando descobre que Rae voltou para sua cidade natal, Walter corre atrás dela...

## Premiações
| Patrocinador                                  | Prêmio | Categoria                    | Situação                    |
| --------------------------------------------- | ------ | ---------------------------- | --------------------------- |
| Academia de Artes e Ciências Cinematográficas | Oscar  | Melhor Trilha Sonora (Drama) | Indicado[carece de fontes?] |

## Elenco
| Ator/Atriz        | Personagem      |
| ----------------- | --------------- |
| Charles Boyer     | Walter Saxel    |
| Margaret Sullavan | Rae Smith       |
| Richard Carlson   | Curt Stanton    |
| Frank McHugh      | Ed Porter       |
| Tim Holt          | Richard Saxel   |
| Frank Jenks       | Harry Niles     |
| Esther Dale       | Senhora Smith   |
| Samuel S. Hinds   | Felix Darren    |
| Peggy Stewart     | Fredda Smith    |
| Nell O'Day        | Elizabeth Saxel |
| Kitty O'Neil      | Senhora Dilling |
| Nella Walker      | Corinne Saxel   |
| Cecil Cunningham  | Senhora Miller  |
| Marjorie Gateson  | Senhora Adams   |
| Dale Winter       | Senhorita Evans |